# Kolleg St. Ignatius von Loyola
Das Kolleg St. Ignatius von Loyola (lit. Šv. Ignaco Lojolos kolegija) ist eine katholische private Hochschule in der zweitgrößten litauischen Stadt Kaunas. Das Kolleg ist nach Ignatius von Loyola benannt. Die Studiengänge sind Orthopädietechnik (Medizintechnik), Bilddesign, Schönheitstherapie und Sozialarbeit.

## Geschichte
Am 25. Januar 2010 schlossen das Erzbistum Kaunas, die Jesuitenprovinz Litauen und das Unternehmen UAB „Ortopedijos klinika“ einen Vertrag. Das erste Schuljahr begann zusammen mit dem König-Mindaugas-Berufsbildungszentrum. Später wurde der Studiengang zum Berufsbachelor eingeführt. Am 26. Mai 2011 wurde das Kolleg vom Bildungsministerium Litauens staatlich zugelassen und bekam das Recht, das Studium zu organisieren.
Im Dezember 2011 erhielt die Hochschule von der Regierung Litauens per Leihvertrag für 10 Jahre Räume in Kaunas. 2012 hatte sie 77 Studenten im ersten Semester und 37 im zweiten Studienjahr, davon 15 mit staatlicher Finanzierung. 2013 gab es 15 Studienplätze mit Staatsfinanzierung.
Im Mai 2013 fand eine externe institutionelle Bewertung des Kollegs durch eine internationale Expertengruppe (Leitung: Bob Munn, University of Manchester, UK). statt. Am 22. Januar 2014 wurde das Kolleg aufgrund der externen Bewertung für drei Jahre von Studijų kokybės vertinimo centras akkreditiert.

## Lektoren
- Dainius Varnas (* 1971), Politiker, Mitglied des Seimas